# (32089) Wojtania
2000 KO28 (asteroide 32089) é um asteroide da cintura principal. Possui uma excentricidade de 0.14729730 e uma inclinação de 1.29171º.
Este asteroide foi descoberto no dia 28 de maio de 2000 por LINEAR em Socorro.